# Chumash
Die Chumash (Eigenname Ughuigh, Oxoix) sind ein Indianer-Stamm, der in Süd-Kalifornien beiderseits des Santa-Barbara-Kanals ansässig war.

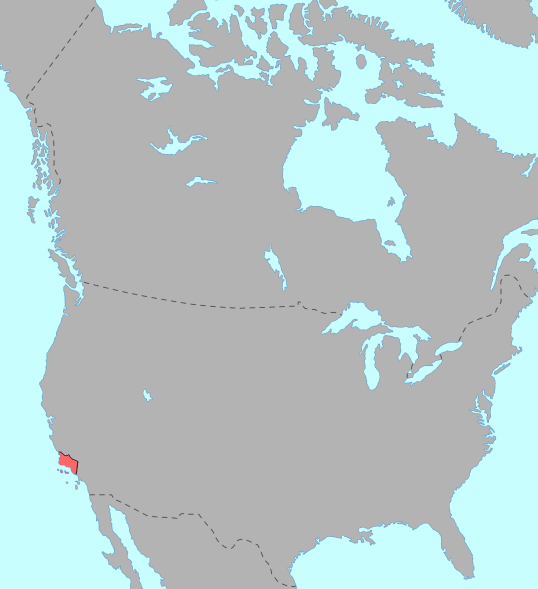
Heimat der Chumash

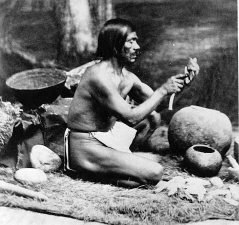
Chumash

Die Chumash betrieben keinen Feldbau, sondern ernährten sich durch Jagd, Fischfang und Sammeln von Wildpflanzen im saisonalen Rhythmus, wie Eicheln, Kelp oder Kürbissen. Sie trieben außerdem regen Handel mit ihren Nachbarstämmen, wie den Gabrieleño, den Ipai und den Diegueño. Zu den von ihnen verehrten Tieren gehört der Graufuchs und sie widmeten ihm unter anderem einen „Fuchstanz“. Es wird vermutet, dass sie den Graufuchs auf die südlichen drei Kanalinseln vor Kaliforniens Küste brachten. Sie haben damit beigetragen, dass sich dort der verzwergte Insel-Graufuchs entwickelte, eine endemische Art, die vom Graufuchs abstammt, aber genetische und phänotypische Merkmale hat, die ihn vom Graufuchs deutlich unterscheiden.
Organisiert waren die Chumash in zirka 150 Dörfern, die bis zu 1.000 Einwohner haben konnten. Die Führung eines Dorfes oblag einem Häuptling, wobei dieses Amt vererbt wurde. Weiterhin gliederte sich die Chumash-Gesellschaft in niedere Amtsinhaber, religiöse Funktionäre und Gemeine. Oft stritten sich die einzelnen Dörfer untereinander um Grenzverläufe, was auch zu Kriegen führen konnte.
Von den im 17. Jahrhundert geschätzten 15.000 Chumash auf dem Festland und den 3.000 auf den vorgelagerten Inseln sind heute noch zirka 280 als staatlich anerkannter Stamm übrig geblieben, der auf der Santa Ynez Reservation im Santa Barbara County lebt. Die Übrigen fielen Epidemien und der Besiedlung Kaliforniens durch die Weißen zum Opfer. Etwa 1.500 Menschen betrachten sich als Nachfahren der Chumash, sind aber nicht in den Stammesrollen geführt.
Mitte der 1960er Jahre starb der letzte Sprecher der Chumash-Sprache. Es gibt aber Versuche, die Sprache Ineseño wiederzubeleben. Die Chumash gehörten zum nordamerikanischen Kulturareal Kalifornien.
Die Chumash benutzten ein quaternäres Zahlensystem und als Geld Perlen, die sie aus dem Gehäuse der Zwergolivenschnecke Olivella biplicata herstellten.
Der den Chumash heilige Sandsteinfelsen Painted Rock liegt im 2001 errichteten Carrizo Plain National Monument und wird von der Schutzgebietsverwaltung besonders berücksichtigt. Eine von den Chumash-Indianern mit farbenprächtigen Piktogrammen verzierte Höhle mit vermutlich ritueller Bedeutung ist im 20 Kilometer nördlich von Santa Barbara gelegenen Chumash Painted Cave State Historic Park zu besichtigen.